# John N. Kazazis
John Nikolaos Kazazis, griechisch Ιωάννης Νικόλαος Καζάζης (* 1947; † 13. Juli 2021 in Kalamaria bei Thessaloniki) war ein griechischer Klassischer Philologe und Lexikograph.

## Leben
Kazazis studierte an der Aristoteles-Universität Thessaloniki bei Johannes Theophanes Kakridis, Stylianos G. Kapsomenos und Nikolaos P. Andriotis, die alle drei am Zentrum für die Redaktion des Historischen Lexikons des Neugriechischen der Akademie von Athen gearbeitet hatten. Im Anschluss arbeitete er ein Jahr am Center for the Modern Greek-English Dictionary des Demetrius J. Georgacas an der University of North Dakota in Grand Forks.
Von 1972 bis 1978 setzte Kazazis seine Studien in Klassischer Philologie an der University of Illinois at Urbana-Champaign bei William Abbott Oldfather, Alexander Turyn und Miroslav Marcovich fort, später an der Yale University bei C. John Herington  und Gordon Willis Williams. Sein Doktorvater war John Kevin Newman (1928–2020). An der University of Illinois kam er in Kontakt mit den historischen Linguisten Henry und Renée Kahane sowie mit dem Vater der modernen Lexikographie, Ladislav Zgusta. 
1978 kehrte er nach Griechenland zurück und lehrte an der Universität Thessaloniki altgriechische Prosa, Lyrik und Epigramm sowie das Homerische und das Hellenistische Epos und stand in engem Kontakt zu dem Homergelehrten Dimitris N. Maronitis (1929–2016). Von 1979 bis zur Emeritierung 2014 war er dort Professor für Klassische Philologie. Zwei Stipendien führten ihn an das Center for Hellenic Studies der Harvard University in Washington, D.C. (1982–1983) und die Österreichische Akademie der Wissenschaften in Wien (1982). Von 1989 bis 1990 hatte er eine Gastprofessur an der University of Maryland inne und wurde für die George-Miller-Professur an der University of Illinois at Urbana-Champaign nominiert. 
Zugleich war er von 1989 bis 1994 Forschungskoordinator am Zentrum für die Redaktion des Historischen Lexikon des Neugriechischen der Akademie von Athen sowie Leiter für Kleinere Sprachen am Atlas Linguarum Europae (ALE).
Nach der Gründung des Zentrums für die griechische Sprache in Thessaloniki im Jahr 1994 war Kazazis zunächst stellvertretender Vorsitzender, ab G2014 Vorsitzender des Leitungsgremiums. Nach Emmanuel Kriaras’ Tod 2014 übernahm Kazazis die weitere Herausgabe des Lexikons der mittelgriechischen Volksliteratur 1100–1669 (Λεξικό της μεσαιωνικής ελληνικής δημώδους γραμματείας 1100–1669, Band 15–21 und die dreibändige Epitome). Ebenso übernahm er die Edition von Georgacas’ Modern Greek–English Dictionary und transferierte das Archiv und die Bibliothek von Grand Forks nach Thessaloniki. Er sorgte für die Digitalisierung des Zentrums für die griechische Sprache auf zwei Plattformen (www.komvos.edu.gr, www.greeklanguage.gr).
Seit 1994 leitete Kazazis auf Vorgabe des Rektors und des Senats der Universität Thessaloniki das JASON-Programm, ein Programm zur Unterstützung der Abteilungen für Griechisch in sechzehn Universitäten der Schwarzmeerregion. In diesem Zusammenhang wurde Griechisch 2016 als Wahlpflichtfach für die zweite Fremdsprache ins russische Schulsystem eingeführt.
John N. Kazazis beging am 13. Juli 2021 Suizid.

## Forschungsschwerpunkte
Seine Forschungsschwerpunkte in der Klassischen Philologie lagen bei Herodot, Demosthenes, dem archaischen Epigramm und der Geschichte der griechischen Studien im Westen wie in Russland von der Renaissance bis in die Gegenwart.

## Auszeichnungen
- Ehrenprofessur und -doktorat der Staatlichen Kuban-Universität Krasnodar, Russland, 2015